# Oecetis magelensis
Oecetis magelensis là một loài Trichoptera trong họ Leptoceridae. Chúng phân bố ở miền Australasia.